# Jacques Christiany
Jacques André Belot dit Jacques Christiany, né le 15 mars 1904 dans le 17e arrondissement de Paris et mort le 12 décembre 1995 dans le 7e arrondissement, est un chanteur et un acteur de théâtre et de cinéma français.

## Biographie
Jacques Christiany a à peine 18 ans quand il obtient son premier rôle au cinéma et 23 ans quand il monte pour la première fois sur les planches. On ignore tout de la formation de ce fils de restaurateurs parisiens qui est pendant pratiquement toute sa carrière cantonné à des rôles plus ou moins importants de jeune premier.
Sa carrière artistique s'achève en 1942 aussi bien au cinéma, avec le tournage du documentaire Rue Bonaparte sorti en avril, qu'au théâtre avec l'opérette Les Cent vierges représentée en septembre de la même année sur la scène de l'Apollo. Il a alors 38 ans.
À partir de cette dernière date, son nom disparaît de la presse et des programmes de théâtre et de cinéma, et on ne sait plus rien ni de sa vie ni de ses activités professionnelles jusqu'à sa mort, survenue 53 ans plus tard, en décembre 1995.

## Carrière au théâtre
- 1927 : Charivari, revue à grand spectacle de Germaine de Valois, Josep Maria de Sagarra et José Vinias, au Teatro Nuevo de Barcelone (septembre)[2]
- 1927 : Ma femme !, opérette en 3 actes de Paul Briquet et Paul Gordeaux, musique de Pierre de Meure et Irving Paris, mise en scène de Paul Villé, au théâtre de la Potinière (28 novembre)[3]
- 1929 : Aimez, je le veux !, opérette en 4 tableaux de Georges Dolley et Charles Pothier, musique de Roger Guttinguer, à l'Eldorado (20 septembre)[4]
- 1929 : Trois cents à l'heure, vaudeville en 3 actes de Pierre Veber et Victor de Cottens, à l'Eldorado (28 décembre)
- 1930 : Et Poum !, fantaisie musicale en 3 actes et 40 tableaux de Georgius, musique de Jean Lenoir, à l'Eldorado (2 mai)[5]
- 1930 : Le Texte faible, revue de Saint-Granier et Jean Bastia, au théâtre de Dix Heures (1er août)[6]
- 1931 : Qu'en dit l'abbé ?, opérette galante en 3 actes de Jacques Battaille-Henri, musique de Louis Urgel, au théâtre Daunou (4 juin)[7]
- 1931 : Couchette n° 3, opérette en 3 actes d'Alex Madis, lyrics d'Albert Willemetz, musique de Joseph Szulc, au théâtre Broadway (16 mai) puis au théâtre des Ternes (25 octobre) : Albert[8]
- 1932 : Le Sexe faible, comédie en 3 actes d'Édouard Bourdet, en tournée avec les Galas Karsenty (janvier) : Jimmy[9]
- 1937 : Les Sauvages, pièce en 3 actes de Jean-Jacques Berland, au théâtre du Grand-Guignol (23 décembre)[10],[11]
- 1942 : Les Cent Vierges, opérette en 3 actes, musique de Charles Lecocq sur un nouveau livret d'André Mouëzy-Éon et Albert Willemetz, au théâtre Apollo (16 septembre) : Michounard[12]

## Carrière au cinéma
- 1922 : Vidocq de Jean Kemm
- 1923 : L'Auberge rouge de Jean Epstein : André Taillefer[13]
- 1923 : Nêne de Jacques de Baroncelli
- 1923 : On ne badine pas avec l'amour, comédie dramatique en 6 parties de Gaston Ravel et Tony Lekain : Perdican[14],[15]
- 1924 : Les Grands d'Henri Fescourt : le futur saint-cyrien
- 1924 : Résurrection de Marcel L'Herbier (film inachevé)
- 1924 : Paris historique, de René Carrère (film inachevé)[16]
- 1925 : Madame Sans-Gêne de Léonce Perret[17]
- 1925 : Le Bossu / Le Bossu ou Le Petit Parisien de Jean Kemm : le marquis de Chaverny[18]
- 1930 : Un caprice de la Pompadour de Willi Wolff et Joë Hamman : le Dauphin[19]
- 1931 : Atout cœur d'Henry Roussel
- 1931 : Mam'zelle Nitouche de Marc Allégret[20]
- 1932 : Monsieur de Pourceaugnac de Gaston Ravel et Tony Lekain : un apothicaire[21]
- 1932 : Il a été perdu une mariée de Léo Joannon
- 1937 : La Tour de Nesle de Gaston Roudès : Sire Raoul
- 1942 : Rue Bonaparte, court-métrage documentaire de René Ginet : le chevalier des Grieux[22]